# Usine Junkers Flugzeug-und-Motorenwerke
L'usine Junkers Flugzeug-und-Motorenwerke est un monument historique situé à Strasbourg, dans le département français du Bas-Rhin.

## Localisation
Ce bâtiment est situé au 33, rue du Maréchal-Lefebvre à Strasbourg.

## Historique
L'édifice fait l'objet d'une inscription au titre des monuments historiques depuis 1993.